# Jens Rasch
Jens Rasch (eller Rask) (ukendt fødseldata – 5. marts 1745 i Zweibrücken) var en dansk miniaturmaler.
Jens Rasch var fra Fyn og lærte efter tidens skik, som det synes, både håndværket og kunsten hos "en dansk Mester", Søren Paulsen, i Odense. Kong Christian 6. tog sig af ham og lod ham rejse til Paris for at uddanne sig hos miniaturmaleren Jean-Baptiste Massé. Man kender nu intet af hans arbejder, men Schwartzkopf, som nævner ham i sine korte levnedstegninger, er fuld af hans ros. Han kaldes "en moxen inkomparabel Mester i Skildrekunsten", og hans portræt af grev Otto Manderup Rantzau sættes ved siden af Massés værker. Rasch, som havde kongelige understøttelse til sit ophold i Paris, begav sig på hjemrejsen efter 10 års ophold der; men han døde undervejs i Zweibrücken, hvor Jørgen Pedersen fra Als, som var hofprædikant der, tog sig af ham og sørgede for hans jordefærd. Af hans hjemsendte arbejder solgte hans broder kammerråd Rasch i Esrum nogle skilderier til kongen.

## Note
1. ↑  DBL angiver 1744 som dødsår, medens Kunstindeks Danmark & Weilbachs kunstnerleksikon angiver 1745.

## Ekstern henvisning
- Jens Rasch på Kunstindeks Danmark/Weilbachs Kunstnerleksikon